# If I Lose Myself
If I Lose Myself è un singolo del gruppo musicale statunitense OneRepublic, pubblicato l'8 gennaio 2013 come secondo estratto dal terzo album in studio Native.
La canzone è stata scritta da Ryan Tedder, Benny Blanco, Brent Kutzle e Zach Filkins. È stata prodotta da Tedder e Blanco e coprodotta da Kutzle.
Una versione remixata del singolo è stata pubblicata ufficialmente il 30 marzo 2013 con la collaborazione del disc jockey Alesso, e inclusa nell'album di debutto di quest'ultimo, intitolato Forever (2015).
Nel 2014 è stato distribuito come secondo brano estratto dall'album in Australia e nel Regno Unito, riscontrando successo come il precedente singolo Counting Stars.

## Descrizione
If I Lose Myself è un singolo pop rock, dance pop, e la durata della canzone è di 04:01. Ha un ritmo di 140 battiti al minuto. Il 28 marzo 2013, gli OneRepublic hanno eseguito dal vivo If I Lose Myself ad American Idol con l'ex concorrente e protagonista della serie della NBC Smash Katharine McPhee.
"In realtà è la mia sepoltura, la paura di volare e scendere in un aereo" così il frontman Ryan Tedder ha detto a Billboard. "Avere un momento di panico puro, guardando fuori dalla finestra, vedendo passare la tua vita prima e in qualche modo e di trovare conforto nel fatto che la persona accanto a te sta vivendo lo stesso evento traumatico. If I Lose Myself è stato distribuito ufficialmente in formato digitale su iTunes l'8 gennaio 2013 in Canada e Stati Uniti d'America.

## Video musicale
Il videoclip è stato distribuito il 24 gennaio 2013. Nel video ad un gruppo di persone viene inviato un messaggio da Ryan Tedder contenente l'immagine di un lupo e il numero 11.11.11 nella parte inferiore. La telecamera segue il gruppo in giro per la città a caccia di indizi dipinti a spruzzo su idranti e segnali stradali che li aiuteranno a trovare la strada per un concerto segreto degli OneRepublic. Il video è inframmezzato da scene della band che esegue la canzone in una stanza buia e fumosa con luci colorate tutt'attorno, e vi è anche un gruppo di fan che ballano. Ci sono immagini di gufi e volpi proiettate all'interno della stanza, che alludono alla copertina del disco Native. Alla fine del video si vede l'immagine di una volpe proiettata sul viso di Tedder. Il video è stato ispirato ai film L'esercito delle 12 scimmie e The Matrix.

## Tracce
CD singolo (download digitale)
1. If I Lose Myself – 4:01

CD singolo remix (download digitale)
1. If I Lose Myself (Alesso vs. OneRepublic) – 3:34

CD singolo
1. If I Lose Myself (Album Version) – 4:01
2. If I Lose Myself (Love Thy Brother remix) – 4:03

## Formazione
Gruppo
- Ryan Tedder – voce, pianoforte, percussioni
- Zach Filkins – chitarra, percussioni, cori
- Drew Brown – chitarra acustica, percussioni, cori
- Brent Kutzle – basso, cori
- Eddie Fisher – batteria, percussioni

Altri musicisti
- Brian Willett – tastiera

## Classifiche
| Classifica (2013)       | Posizione massima |
| ----------------------- | ----------------- |
| Austria                 | 5                 |
| Belgio (Fiandre)        | 46                |
| Belgio (Vallonia)       | 50                |
| Canada                  | 41                |
| Francia                 | 186               |
| Germania                | 6                 |
| Irlanda                 | 14                |
| Italia                  | 41                |
| Nuova Zelanda           | 18                |
| Polonia                 | 5                 |
| Portogallo              | 37                |
| Repubblica Ceca         | 57                |
| Slovacchia              | 3                 |
| Slovenia                | 9                 |
| Spagna                  | 44                |
| Svizzera                | 9                 |
| Stati Uniti             | 74                |
| Stati Uniti (adult pop) | 23                |
| Stati Uniti (digital)   | 26                |
| Stati Uniti (dance)     | 49                |
| Stati Uniti (pop)       | 34                |
| Stati Uniti (radio)     | 46                |

## Versione remixata
Una versione della canzone remixata da Alesso è stata distribuita come singolo in alcuni paesi il 30 marzo 2013, in particolare Paesi Bassi e Svezia, insieme a creazione di grafici con una versione accreditata in Alesso Vs OneRepublic. È stato distribuito come secondo singolo ufficiale in Regno Unito e Australia il 1º febbraio 2014.
Il brano in versione remixata è stato lanciato in radio in Italia il 15 maggio 2013 e ha raggiunto il picco alla terza posizione nella classifica ufficiale della stazione radiofonica italiana m2o.
La versione remix è stata nominata ai Grammy Award nella categoria Best Remixed Recording, Non-Classical.

### Tracce
1. If I Lose Myself (Alesso Remix) – 7:09
2. If I Lose Myself (Alesso vs. OneRepublic (Radio Edit)) – 3:35
3. If I Lose Myself (Alesso vs. OneRepublic (Extend Version)) – 5:50

### Video musicale
Il 7 maggio 2013 è stato pubblicato sul canale Vevo il video della versione remix del singolo con scene che contengono il video ufficiale della band e un live set del DJ Alesso, con immagini in bianco e nero.

### Classifiche
| Classifica (2013/14) | Posizione massima |
| -------------------- | ----------------- |
| Australia            | 14                |
| Paesi Bassi          | 89                |
| Regno Unito          | 8                 |
| Scozia               | 6                 |
| Svezia               | 4                 |